# Noferweben
Noferweben ("tökéletesen ragyogó") ókori egyiptomi vezír volt a XVIII. dinasztia idején, III. Thotmesz uralkodása alatt.
Noferweben apja Amethu, más néven Jahmesz volt, aki II. Thotmesz alatt, valamint Hatsepszut és III. Thotmesz közös uralkodásának első éveiben töltötte be a vezíri posztot. Anyja neve Ta-Amethu. Fivére, Uszeramon szintén vezírként szolgált. Noferweben felesége Betau volt, fiuk, Rehmiré szintén vezír lett. Mivel Uszeramont utoljára III. Thotmesz 28. uralkodási évében említik, Rehmiré első említése pedig a 32. évből ismert, feltételezték, hogy Noferweben kettejük között szolgált vezírként. Kanópuszedényeit azonban Szakkarában találták meg, így valószínű, hogy itt temették el. Temetkezési helye valószínűvé teszi, hogy Noferweben az északi országrész vezírjének posztját töltötte be; az újbirodalom idején Alsó- és Felső-Egyiptomnak külön vezírje volt.
Noferweben vezír két, Szakkarában talált kanópuszedényről ismert. Ezek a Nugent-gyűjtemény részei, ami eredetileg George Nugent-Grenville, Nugent 2. bárója tulajdonát képezte. Az egyik kanópuszedényen Neith és Duamutef, a másikon Szerket és Kebehszenuf neve szerepel. A Bostoni Szépművészeti Múzeumban található Noferweben kis vörös gránitszobra (29.728).

## Fordítás
- Ez a szócikk részben vagy egészben  a   Neferweben című angol Wikipédia-szócikk ezen változatának fordításán alapul.  Az eredeti cikk szerkesztőit annak laptörténete sorolja fel. Ez a jelzés csupán a megfogalmazás eredetét és a szerzői jogokat jelzi, nem szolgál a cikkben szereplő információk forrásmegjelöléseként.